# Copa de la Reina de baloncesto 2022
La Copa de la Reina 2022 corresponde a la 60.ª edición de dicho torneo. Se celebró del 24 al 27 de marzo de 2022 en el Pabellón Fuente de San Luis de  Valencia.

## Equipos clasificados
Participaron los siete mejores equipos clasificados después del final de la primera mitad de la Liga Femenina 2021–22 (15.ª jornada, 4 de enero de 2022), junto con el anfitrión elegido por la FEB, el Valencia BC.
| Pos. | Equipo                  | PJ | G  | P | PF   | PC   | DP   | Pts | Clasificación    |
| ---- | ----------------------- | -- | -- | - | ---- | ---- | ---- | --- | ---------------- |
| 1    | Perfumerías Avenida     | 15 | 14 | 1 | 1126 | 803  | +323 | 29  | Cabezas de serie |
| 2    | Valencia BC (H)         | 15 | 13 | 2 | 1091 | 864  | +227 | 28  | Cabezas de serie |
| 3    | Spar Girona             | 15 | 12 | 3 | 1109 | 907  | +202 | 27  | Cabezas de serie |
| 4    | Cadi la Seu             | 15 | 10 | 5 | 975  | 934  | +41  | 25  | Cabezas de serie |
| 5    | Lointek Gernika Bizkaia | 15 | 9  | 6 | 988  | 936  | +52  | 24  |                  |
| 6    | Movistar Estudiantes    | 15 | 8  | 7 | 1036 | 989  | +47  | 23  |                  |
| 7    | IDK Euskotren           | 15 | 8  | 7 | 1049 | 1013 | +36  | 23  |                  |
| 8    | Casademont Zaragoza     | 15 | 8  | 7 | 966  | 988  | −22  | 23  |                  |

 Fuente: Liga Femenina

## Árbitros
Los siguientes árbitros fueron designados por la FEB para dirigir los encuentros de la competición.
- Eric Carrera Rosdevall
- Daniel Checa Nebot
- Enrique Miguel López Herrada
- Pol Franquesa Vázquez
- Germán Morales Ruiz
- Carlos Javier García León
- Asunción Langa de Martín
- Paula Lema Parga
- Ángel de Lucas de Lucas
- Joaquín Lizana Moreno
- Sandra Sánchez González
- Guillermo Ríos Marcos

## Cuadro
A continuación se detallan todos los partidos que compusieron esta edición:
|  | Cuartos de final        | Cuartos de final        | Cuartos de final        |                         |                     | Semifinales         | Semifinales | Semifinales |  |                     | Final               | Final       | Final       |  |
|  | 24 y 25 de marzo        | 24 y 25 de marzo        | 24 y 25 de marzo        |                         |                     | 26 de marzo         | 26 de marzo | 26 de marzo |  |                     | 27 de marzo         | 27 de marzo | 27 de marzo |  |
|  |                         |                         |                         |                         |                     |                     |             |             |  |                     |                     |             |             |  |
|  |                         |                         |                         |                         |                     |                     |             |             |  |                     |                     |             |             |  |
|  | Perfumerías Avenida     | Perfumerías Avenida     | 60                      |                         |                     |                     |             |             |  |                     |                     |             |             |  |
|  | Perfumerías Avenida     | Perfumerías Avenida     | 60                      |                         |                     |                     |             |             |  |                     |                     |             |             |  |
|  | IDK Euskotren           | IDK Euskotren           | 56                      |                         |                     |                     |             |             |  |                     |                     |             |             |  |
|  | IDK Euskotren           | IDK Euskotren           | 56                      |                         | Perfumerías Avenida | Perfumerías Avenida | 72          |             |  |                     |                     |             |             |  |
|  | 24 de marzo             |                         |                         |                         | Perfumerías Avenida | Perfumerías Avenida | 72          |             |  |                     |                     |             |             |  |
|  |                         |                         | Lointek Gernika Bizkaia | Lointek Gernika Bizkaia | 56                  |                     |             |             |  |                     |                     |             |             |  |
|  | Cadí La Seu             | Cadí La Seu             | Lointek Gernika Bizkaia | Lointek Gernika Bizkaia | 56                  | 51                  |             |             |  |                     |                     |             |             |  |
|  | Cadí La Seu             | Cadí La Seu             |                         |                         |                     |                     |             |             |  |                     |                     |             |             |  |
|  | Lointek Gernika Bizkaia | Lointek Gernika Bizkaia | 55                      |                         |                     |                     |             |             |  |                     |                     |             |             |  |
|  | Lointek Gernika Bizkaia | Lointek Gernika Bizkaia | 55                      |                         |                     |                     |             |             |  | Perfumerías Avenida | Perfumerías Avenida | 74          |             |  |
|  |                         |                         |                         |                         |                     |                     |             |             |  | Perfumerías Avenida | Perfumerías Avenida | 74          |             |  |
|  |                         |                         | Spar Girona             | Spar Girona             | 69                  |                     |             |             |  |                     |                     |             |             |  |
|  | Spar Girona             | Spar Girona             | Spar Girona             | Spar Girona             | 69                  | 89                  |             |             |  |                     |                     |             |             |  |
|  | Spar Girona             | Spar Girona             |                         |                         |                     |                     |             |             |  |                     |                     |             |             |  |
|  | Movistar Estudiantes    | Movistar Estudiantes    | 41                      |                         |                     |                     |             |             |  |                     |                     |             |             |  |
|  | Movistar Estudiantes    | Movistar Estudiantes    | 41                      |                         | Valencia BC         | Valencia BC         | 59          |             |  |                     |                     |             |             |  |
|  | 25 de marzo             |                         |                         |                         | Valencia BC         | Valencia BC         | 59          |             |  |                     |                     |             |             |  |
|  |                         |                         | Spar Girona             | Spar Girona             | 67                  |                     |             |             |  |                     |                     |             |             |  |
|  | Valencia BC             | Valencia BC             | Spar Girona             | Spar Girona             | 67                  | 65                  |             |             |  |                     |                     |             |             |  |
|  | Valencia BC             | Valencia BC             |                         |                         |                     |                     |             |             |  |                     |                     |             |             |  |
|  | Casademont Zaragoza     | Casademont Zaragoza     | 55                      |                         |                     |                     |             |             |  |                     |                     |             |             |  |
|  | Casademont Zaragoza     | Casademont Zaragoza     | 55                      |                         |                     |                     |             |             |  |                     |                     |             |             |  |
|  |                         |                         |                         |                         |                     |                     |             |             |  |                     |                     |             |             |  |

## Cuartos de final
| 24 de marzo de 2022 | Perfumerías Avenida                                                            | 60–56                                | IDK Euskotren                                                                     | Valencia |  |
| 18:30               | Parciales: 9-11, 20-13, 17-17, 14-15                                           | Parciales: 9-11, 20-13, 17-17, 14-15 | Parciales: 9-11, 20-13, 17-17, 14-15                                              | |  |
|                     | Estadísticas Kahleah Copper 11 Bella Alarie 8 Maite Cazorla 4 Leo Rodríguez 15 | Reporte Pts Reb Asts Val             | Estadísticas 19 Lauren Cox 8 Lauren Cox 3 Yurena Díaz, María España 31 Lauren Cox | Pabellón: Pabellón Fuente de San Luis Árbitros: Paula Lema Parga Joaquín Lizana Moreno Daniel Checa Nebot Televisión: |  |

| 24 de marzo de 2022 | Cadi la Seu                                                                                                   | 51–55                               | Lointek Gernika Bizkaia                                                   | Valencia |  |
| 21:30               | Parciales: 14-17, 8-10, 15-19, 14-9                                                                           | Parciales: 14-17, 8-10, 15-19, 14-9 | Parciales: 14-17, 8-10, 15-19, 14-9                                       | |  |
|                     | Estadísticas Irati Etxarri, Ariadna Pujol 10 Irati Etxarri 10 Laia Raventós, Mikayla Pivec 3 Ariadna Pujol 16 | Reporte Pts Reb Asts Val            | Estadísticas 23 Tinara Moore 11 Tinara Moore 10 Rosó Buch 33 Tinara Moore | Pabellón: Pabellón Fuente de San Luis Árbitros: Carlos Javier García León Asunción Langa de Martín Eric Carrera Rosdevall Televisión: |  |

| 25 de marzo de 2022 | Spar Girona                                                                                      | 89–41                               | Movistar Estudiantes                                                                          | Valencia |  |
| 18:30               | Parciales: 35–12, 21–8, 19–13, 14–8                                                              | Parciales: 35–12, 21–8, 19–13, 14–8 | Parciales: 35–12, 21–8, 19–13, 14–8                                                           | |  |
|                     | Estadísticas Frida Eldebrink 16 Michaela Onyenwere, Kennedy Burke 7 Laia Flores 6 Laia Flores 25 | Reporte Pts Reb Asts Val            | Estadísticas 13 Arica Carter 6 Nadia Fingall 5 Melisa Gretter 8 Nadia Fingall, Melisa Gretter | Pabellón: Pabellón Fuente de San Luis Árbitros: Ángel de Lucas de Lucas Sandra Sánchez González Guillermo Ríos Marcos Televisión: |  |

| 25 de marzo de 2022 | Valencia BC                                                                               | 65–55                                | Casademont Zaragoza                                                                                         | Valencia |  |
| 21:00               | Parciales: 14–15, 18–14, 20–7, 13–19                                                      | Parciales: 14–15, 18–14, 20–7, 13–19 | Parciales: 14–15, 18–14, 20–7, 13–19                                                                        | |  |
|                     | Estadísticas Rebecca Allen 14 Celeste Trahan-Davis 10 Cristina Ouviña 10 Queralt Casas 19 | Reporte Pts Reb Asts Val             | Estadísticas 15 Sierra Calhoun 7 Sierra Calhoun, Vega Gimeno 3 Lara González, Vega Gimeno 17 Sierra Calhoun | Pabellón: Pabellón Fuente de San Luis Árbitros: Enrique Miguel López Herrada Jacobo Rial Barreiro Pol Franquesa Vázquez Televisión: |  |

## Semifinales
| 26 de marzo de 2022 | Perfumerías Avenida                                                                | 72–56                                | Lointek Gernika Bizkaia                                                                | Valencia |  |
| 14:00               | Parciales: 23–21, 10–9, 16–11, 23–15                                               | Parciales: 23–21, 10–9, 16–11, 23–15 | Parciales: 23–21, 10–9, 16–11, 23–15                                                   | |  |
|                     | Estadísticas Leo Rodríguez 14 Kahleah Copper 7 Silvia Domínguez 6 Leo Rodríguez 16 | Reporte Pts Reb Asts Val             | Estadísticas 11 Tinara Moore, Lashann Higgs 8 Tinara Moore 5 Rosó Buch 15 Tinara Moore | Pabellón: Pabellón Fuente de San Luis Árbitros: Joaquín Lizana Moren Pol Franquesa Vázquez Daniel Checa Nebot Televisión: |  |

| 26 de marzo de 2022 | Valencia BC                                                                          | 59–67                                | Spar Girona                                                                                  | Valencia |  |
| 17:30               | Parciales: 19–20, 8–14, 21–17, 11–16                                                 | Parciales: 19–20, 8–14, 21–17, 11–16 | Parciales: 19–20, 8–14, 21–17, 11–16                                                         | |  |
|                     | Estadísticas Cristina Ouviña 20 Marie Gülich 10 Cristina Ouviña 6 Cristina Ouviña 28 | Reporte Pts Reb Asts Val             | Estadísticas 11 Magali Mendy, Michaela Onyenwere 8 Kennedy Burke 5 Laia Palau 16 Laia Flores | Pabellón: Pabellón Fuente de San Luis Árbitros: Paula Lema Parga Jacobo Rial Barreiro Guillermo Ríos Marcos Televisión: |  |

## Final
| 27 de marzo de 2022 | Perfumerías Avenida | 74–69                                | Spar Girona | Valencia |  |
| 16:30               | Parciales: 22–21, 21–18, 22–13, 9–17                                                                                        | Parciales: 22–21, 21–18, 22–13, 9–17 | Parciales: 22–21, 21–18, 22–13, 9–17                                                                              | |  |
|                     | Estadísticas Silvia Domínguez, Emese Hof 17 Silvia Domínguez, Emese Hof 7 Silvia Domínguez 8 Silvia Domínguez, Emese Hof 24 | Reporte Pts Reb Asts Val             | Estadísticas 15 Kennedy Burke 5 Laia Palau, Giedrė Labuckienė 7 Rebekah Gardner 12 Mendy, Onyenwere, Reisingerova | Pabellón: Pabellón Fuente de San Luis Asistencia: 3500 espectadores Árbitros: Ángel de Lucas de Lucas Enrique Miguel López Herrada Asunción Langa de Martín Televisión: |  |

| Ganadoras de la Copa de la Reina 2022 |
| ------------------------------------- |
| Perfumerías Avenida 10.º título       |